# Dejan Babić
Dejan Babić, cyr. Дејан Бабић (ur. 20 kwietnia 1989 w Belgradzie) – serbski piłkarz występujący na pozycji pomocnika. Od 2016 jest piłkarzem FK Bežanija.
W przeszłości występował m.in. w innych klubach z Belgradu: Radnički Jugopetrol i BSK Borča.